# 山口謹爾

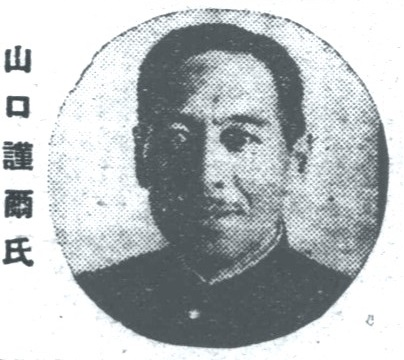
山口謹爾肖像

山口謹爾（日语：／ Yamaguchi Kinji */?，1883年5月23日—1931年1月26日），人稱「蛇博士」:98，日本長崎縣人，醫學家，從事血清免疫學及蛇毒的研究工作，亦曾製造狂犬病預防劑:213。

## 生平
山口謹爾在1883年四月十七日出生於長崎縣，為士族山口清太郎之弟。1904年自長崎醫學專門學校（今長崎大學）畢業，翌年2月受徵召進入近衛騎兵第一聯隊擔任軍醫，隨軍參加日俄戰爭，1907年任母校助手，1909年前往臺灣，於臺灣總督府土木部工務課工作，翌年任臺灣總督府中央研究所衛生學部囑託，1913年7月升任技師，1918年任臺灣總督府醫學校（國立臺灣大學醫學院）講師囑託。當時臺灣每年被毒蛇咬傷者約有400人之多，且對於被咬傷後的治療方式仍十分落後，山口便著手研究血清免疫學及蛇毒，過程中曾於1917年餵食龜殼花時被其咬到左手。研究血清之工作於1925年完成，隨即開始大量製造。1921年任總督府在外研究員，同年年底發表《臺灣產毒蛇毒素之血清學的比較研究》（日语：台湾産毒蛇の毒素に就ての血清学的比較研究）一書，1922年1月赴歐美各國留學，12月4日獲授京都帝國大學醫學博士學位。
1926年2月，山口和臺北醫院院長倉岡彥助一同參加藝術團體「黑壺會」，1927年以一幅〈靜物〉入選第一回臺灣美術展覽會（簡稱臺展）。1929年4月，畫家小早川秋聲受大阪每日新聞社臺北支局長小泉進作之邀前去臺灣，山口與小泉進作、小松吉久等六位紳商曾發起替小早川辦展。
山口患有後右側肋膜炎，病情原在治療過後逐漸好轉，但之後突然惡化:29-31，遂被送進臺北醫院（今國立臺灣大學醫學院附設醫院）搶救:54，至1931年1月26日病逝於該院:54。死後追贈勳四等旭日小綬章。